# Platja de l'Alguer (Llançà)
La platja de l'Alguer , o dels Alguers, és una platja del municipi de Llançà (Alt Empordà), situada en un entorn urbanitzat entre la platja Sota del Parador i la platja d'en Jordi, enclotada entre els penya-segats i la carretera N-260. Orientada l'est, té una longitud de 27 m i una amplada mitjana de 9 m, de sorres gruixudes, graves i còdols, i un pendent d'entrada a l'aigua moderat. S'hi accedeix pel camí de ronda.